# Parc Territorial Alcalde Pons - les Basses

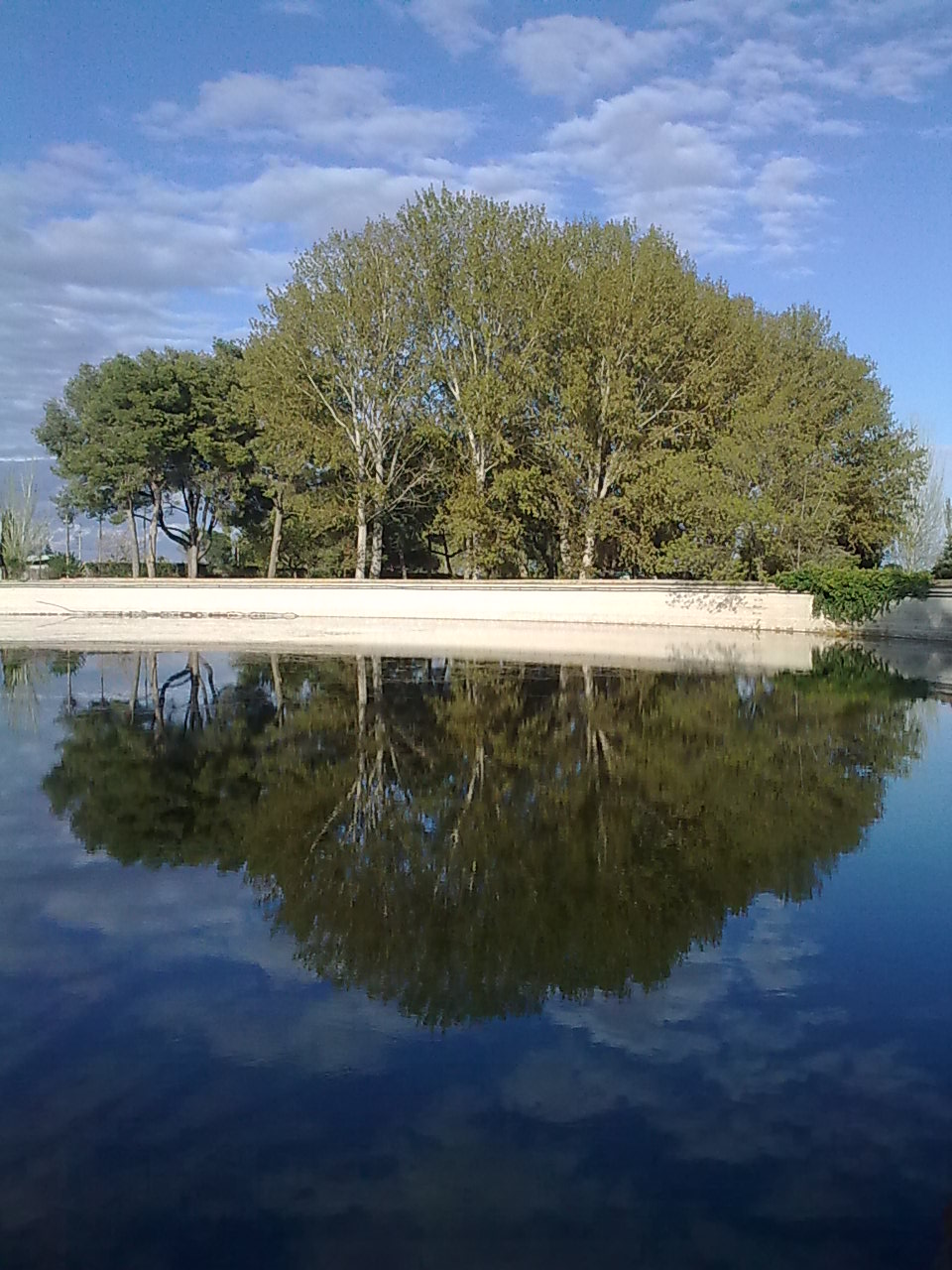
El Parc de les Basses d'Alpicat.

El Parc Territorial Alcalde Pons - les Basses és un jardí públic ubicat a les Basses d'Alpicat, dins del terme municipal de Lleida.
S'ubica a uns 6 km del centre de la ciutat i s'hi arriba a través de la carretera N-240.

## Història
L'origen del parc es remunta a l'any 1901, quan l'alcalde Costa decidí construir un sistema de basses d'aigua per recollir l'aigua del canal de Pinyana i millorar l'abastiment de la ciutat. Posteriorment, s'hi van plantar un seguit d'arbres amb la intenció de protegir de manera natural l'aigua. Durant el franquisme es construeix una escola, un local social i una piscina.
A finals de la dècada dels 50 es deixà d'utilitzar les basses com a reserva d'aigua, i l'alcalde Francisco Pons decidí construir unes grans piscines municipals, juntament amb una àmplia zona d'esbarjo amb taules de pícnic i barbacoes. El Parc de les Basses d'Alpicat, inaugurat el 18 de juliol de 1958, esdevingué un dels principals indrets d'esbarjo per a diverses generacions de lleidatans, fins al punt de ser conegut com «la platja de Lleida». Als anys 80 s'amplià el parc i s'hi construí una pista d'atletisme, una escola de jardineria per a nois discapacitats i un càmping.
No obstant això, a mitjans de la dècada del 90 la popularitat del parc minvà gradualment, forçant el tancament de les piscines públiques i causant la degradació general de les instal·lacions i serveis.
En l'actualitat només roman en funcionament l'escola de jardineria i les instal·lacions d'atletisme. La zona de barbacoa i pícnic ja gairebé només s'utilitza per menjar-hi la Mona de Pasqua, obligant l'ajuntament lleidatà a arranjar les instal·lacions pocs dies abans.
D'altra banda, el parc acollí durant diversos anys el festival musical Senglar Rock. A finals de 2014 es va presentar una proposta per fer un parc temàtic d'oci basat en Els Barrufets.

## Projecte de rehabilitació
El 2007 l'Ajuntament endegà el procés per rehabilitar el Parc de les Basses i recuperar-lo per a la ciutadania. El 2009 s'adjudicà la redacció del Pla Parcial de les Basses, que contempla crear un parc d'àmbit territorial que, respectant la compti amb instal·lacions esporitives i d'oci, restaurants, comerços, espais per a concerts, etc.